# 彼女 IN THE DISPLAY
彼女 IN THE DISPLAY（カノジョインザディスプレイ）は、日本の5人組ロックバンドである。2010年8月 に結成。2019年9月20日のラストワンマンライブをもって解散することが発表された。

## 概要
- 福岡県出身。「福岡から世界へ。」というコンセプトのもと福岡県を拠点とし、活動を続けている。
- メンバーはアニメ、マンガ、ゲームなど、2次元サブカルチャーに影響を受けており、2010年にゲーム「モンスターハンター」を海(Dr)の家に集まってプレイしていたことをきっかけに結成。
- バンド名は俺の彼女はアニメのヒロインを意味しており、ラップを歌っていた同級生のリリックに由来している。
- 松永(Ba)以外、高校が一緒で先輩後輩の関係である。
- アーティスト写真はジョジョの奇妙な冒険のジョジョ立ちで撮影しており、原作のファンを公言[2]。作品タイトルの大半にジョジョの奇妙な冒険のスタンド名を冠している。

### 音楽性
公式サイトでは「メタルでもラウドでもハードコアでもスクリーモでもエモでもない、J-ROCKの新機軸。」を謳っており、ジャンルに縛られないラウドロック・シーンの異端児としての地位を確立している。メンバーの音楽ルーツはそれぞれ異なるが、ラウドロックを共通して聴いており、80年代後半から90年代前半のJ-POPにも影響を受け、メロディや歌詞をキャッチーなものにしている。サウンドでは洋楽ロックのテイストを感じさせる一方、日本語の歌詞をしっかりと聴かせる楽曲が多い。

### 楽曲制作
作曲はバンドセッションで、作詞はRYOSUKE(Vo)が担当。漫画やアニメ、映画といった共通の作品テーマをもとに楽曲を制作している。歌詞は難解な言葉を使わず、リスナーに近い目線で感情移入しやすい言葉を選んでいる。

## 略歴
- 2010年
  - 8月：RYOSUKE、海 THE KID、吉田弘輝、松永健太、逸見豪一の5人でバンドを結成。
  - 10月1日：1st demo『K.I.D』を発売。ライブ会場限定で2000枚が完売し、結成半年で行った福岡・grafでのワンマンライブがソールドアウト。
- 2011年
  - 3月11日：2nd demo『Stardust Crusaders』を発売。
- 2012年
  - 10月3日：初の全国流通となるタワーレコード限定盤の1stEP『Diamond is not Crash!』を発売。
- 2013年
  - 7月10日：1st Full Best Album『GOLD EXPERIENCE』を発売。
- 2014年
  - 7月2日：2ndEP『ECHOES』を発売。初の主催ツアー及び初の東京ワンマンを開催。夏に各地での大型イベントやフェスに出演し話題に。
  - 12月3日：ミニアルバム『JAPANESE ORDER』を発売。リード曲「PLATINUM」はインディーズながら地元のエフエム福岡・エフエム熊本・エフエム宮崎と九州3県でのパワープレイに決定。
- 2015年
  - 5月：RYOSUKE(Vo)の喉の療養のため2015年10月まで活動を休止。
  - 11月：幕張メッセで行われた「OZZFEST JAPAN 2015」にオープニングアクトとして出演。
  - 12月28日：福岡・DRUM SONにて再始動後初の地元福岡県でのワンマンライブを開催。
- 2016年
  - 6月1日：3rdEP『THE ROOTS』をリリース。
  - 11月：幕張メッセで行われた「KNOTFEST JAPAN 2016」にオープニングアクトとして出演。
- 2017年
  - 10月18日：バンド初となるプロデューサーに江口亮を迎え、6曲入りミニアルバム『GOLD EXPERIENCE REQUIEM』を発売。
- 2018年
  - 5月30日：再度、プロデューサーに江口亮を迎え、6曲入りミニアルバム『get up』で、日本コロムビア内のレーベル『TRIAD』よりメジャーデビュー予定。

## メンバー
RYOSUKE（リョウスケ、稲木亮介）
ボーカルを担当。
海 THE KID（カイザキッド）
ドラムスを担当。
趣味は晩酌で、夏はラム酒、冬はウイスキーを飲む。
尊敬する作家は藤原伊織、アーティストはウルフルズ、チバユウスケ。
吉田弘輝（ヨシダコウキ）
ギターを担当。
松永健太（マツナガケンタ）
ベースを担当。
猫と2次元サブカルチャーが好き。
逸見豪一（ヘンミゴウイチ）
キーボード・DJを担当。
バンドの物販を担当している。
好きなゲーム作品はG線上の魔王。
好きなアニメーション作家は新海誠。
好きなアニメ作品はルパン三世と東のエデン。

## ディスコグラフィ

### インディーズ

#### デモ
|     | 発売日        | タイトル           | 規格 | 生産番号 |
| --- | ------------- | ------------------ | ---- | -------- |
| 1st | 2010年10月1日 | K.I.D              | CD   | KID-001  |
| 2nd | 2011年3月11日 | Stardust Crusaders | CD   | KID-002  |

#### EP
|     | 発売日        | タイトル              | 規格 | 生産番号 |
| --- | ------------- | --------------------- | ---- | -------- |
| 1st | 2012年10月3日 | Diamond is not Crash! | CD   | KID-003  |
| 2nd | 2014年7月2日  | ECHOES                | CD   | KID-005  |
| 3rd | 2016年6月1日  | THE ROOTS             | CD   | KID-007  |

#### ミニアルバム
|     | 発売日         | タイトル                | 規格 | 生産番号 |
| --- | -------------- | ----------------------- | ---- | -------- |
| 1st | 2014年12月3日  | JAPANESE ORDER          | CD   | KID-006  |
| 2nd | 2017年10月18日 | GOLD EXPERIENCE REQUIEM | CD   | KID-8    |

#### アルバム
|     | 発売日        | タイトル        | 規格 | 生産番号 |
| --- | ------------- | --------------- | ---- | -------- |
| 1st | 2013年7月10日 | GOLD EXPERIENCE | CD   | KID-004  |

### メジャー

#### ミニアルバム
|     | 発売日        | タイトル | 規格 | 生産番号   |
| --- | ------------- | -------- | ---- | ---------- |
| 1st | 2018年5月30日 | get up   | CD   | COCP-40355 |

#### ミュージックビデオ
| 公開日         | 曲名                         |
| -------------- | ---------------------------- |
| 2011年1月30日  | 「i missing」                |
| 2013年6月3日   | 「GOLD EXPERIENCE」          |
| 2013年9月28日  | 「Unlimited」                |
| 2013年10月3日  | 「Crazy Diamond(LIVE ver.)」 |
| 2014年6月13日  | 「ECHOES」                   |
| 2014年11月29日 | 「PLATINUM」                 |
| 2016年6月1日   | 「LET IT DIE -Hail 2 U-」    |
| 2017年9月21日  | 「アカネ」                   |

#### タイアップ
| 起用年 | 曲名                  | タイアップ                                        |
| ------ | --------------------- | ------------------------------------------------- |
| 2015年 | PLATINUM              | TBSテレビ「エン活！」1月度オープニング・テーマ    |
| 2016年 | LET IT DIE -Hail 2 U- | PlayStation 4用ゲーム「LET IT DIE」公式参加ソング |

## 主な出演イベント
- 2012年09月01日 - FLOW THE PARTY 2012「対バンTHE MAX!!!」
- 2015年03月21日 - SANUKI ROCK COLOSSEUM
- 2015年04月05日 - Talking Rock! presents「ニューロック計画！2015」
- 2015年04月29日 - COMIN'KOBE'15
- 2015年11月22日 - OZZFEST JAPAN 2015
- 2015年12月08日 - NoisyCell "Sources" Release tour Final Series
- 2016年01月17日 - ROACH Release Tour FINAL SERIES 2MAN SHOW
- 2016年01月24日 - 名古屋アポロベイス「iNSTINCT iMPULSE」
- 2016年02月06日 - LIVE SPOT WOW! 25th→26th ANNIVERSARY!!! 乱レ雪月花Vol.6
- 2016年03月17日 - Music Climbers vol.9 -Spring Show Case-
- 2016年03月24日 - CLUB UPSET 10th ANNIVERSARY "NO LIMITED"
- 2016年04月01日 - MELLOWSHiP"AWAKE TOUR 2016"OSAKA
- 2016年04月16日 - 午前四時、朝焼けにツキ「カワラズ」Release Tour 2016~FINAL SERIES in TOKYO~
- 2016年05月06日、05月07日 - VAMPS LIVE 2016 ZEPP FUKUOKA THE FINAL PARTY
- 2016年05月08日 - ホロフェス2016東京
- 2016年05月25日 - 図鑑×彼女 IN THE DISPLAY FUKUOKA TWO MAN LIVE
- 2016年06月05日 - Eggs presents SAKAE SP-RING 2016
- 2016年07月23日 - Rhythmic Toy World「HEY!」の「HEY!」による「HEY!」の為のツアー
- 2016年08月20日 - TREASURE05X ～burning diamonds～
- 2016年08月28日 - Oki Dream Live 2016
- 2016年09月19日 - Eggs presents TOKYO CALLING 2016
- 2016年10月08日 - FM802 MINAMI WHEEL 2016
- 2016年10月10日 - 小倉FUSE 10th Anniversary 【10月×10日×10周年!!】
- 2016年10月28日 - ZUGIMADON 2016 名古屋編
- 2016年10月30日 - DOGIMAZUN 2016～Helloween Night Special!!～
- 2016年11月02日 - KNOTFEST JAPAN 2016
- 2016年11月22日 - ヒステリックパニック「第23回 納涼!盆踊りツアー 暴れたい放題プラン～追加公演～」
- 2016年12月09日 - G-show2016
- 2017年01月20日 - 午前四時、朝焼けにツキ「飴玉泣いた」RELEASE TOUR～福岡編～
- 2017年01月22日 - LET IT FES
- 2017年02月24日 - FABLED NUMBER 1st full album『ILLUMINATE Tour 2017』
- 2017年03月05日 - RED in BLUE presents FULL POWER FEST ’17
- 2017年03月11日 - MASTER PEACE’17
- 2017年03月11日、03月12日 - TENJIN ONTAQ 2017
- 2017年04月02日 - wrong city Breath for someone TOUR 2017 FINAL
- 2017年04月04日 - RAD SEVEN 1stアニバーサリーを祝う会
- 2017年04月13日 - FAKE FACE LAST SHOW OSAKA
- 2017年04月14日 - TIME TO GO Vol.16
- 2017年05月05日 - Mr.EggPlant presents『NAS-FES vol.3』
- 2017年05月06日 - ホロフェス2017
- 2017年05月13日 - ALL OFF「Re:sound Tour」
- 2017年05月18日 - エメラルドスプラッシュ
- 2017年05月20日 - SHIMA「MORE!!MORE!!MORE!!MORE!!」TOUR
- 2017年06月03日 - It’s just an accident vol.9
- 2017年06月09日 - jealkb「TOUR 2017 IDENTITY」
- 2017年06月26日 - LIVEHOLIC 2nd Anniversary series Vol.17
- 2017年06月28日 - サルベージ計画 vol.9
- 2017年07月01日 - MAGIC OF LiFE「線香花火/乱舞ランデブー」Release Tour 2017
- 2017年07月25日 - Rocklife Circus Vol.4
- 2017年07月28日 - SHIBUYA THE OVERGROUND FEST
- 2017年07月30日 - NoisyCell presents Pieces TOUR “NEW GAME+”
- 2017年08月10日 - ROCK STAR-アメリカ村DROP 14th ANNIVERSARY-
- 2017年08月11日 - TREASURE05X 2017 -LEGENDARY SOULS-
- 2017年08月13日 - THE MUSMUS presents ムスフェス vol.3
- 2017年08月22日 - vivid undress presents vivid undress 3rd mini album「ENDLESS」release tour
- 2017年08月26日 - 午前四時、朝焼けにツキ THE LAST TOUR【ゴゼオワ =GOZEYO no OWARI=】ゴゼラブ IN LOTS
- 2017年08月28日 - BruteRocks presents ”SUMMER TONIC 2017”
- 2017年08月30日 - SAJI ROCK FESTIVAL 2017
- 2017年09月02日 - ガチガチん固めたいけん俺んターンたいッ☆TOUR ～そりゃママにも無理よ 2017～
- 2017年09月03日 - 眩暈SIREN「ジェンガ TOUR 2017」
- 2017年09月12日 - 彼女 IN THE DISPLAY「Hook Uppers!!!」× PRAISE「インテンジブル」TOUR
- 2017年09月15日 - 彼女 IN THE DISPLAY presents 「Hook Uppers!!!」
- 2017年09月17日 - TOKYO CALLING 2017
- 2017年09月22日 - Survive Said The Prophet presents 「WABI SABI TOUR 2017」
- 2017年10月01日 - Date fm 35th Anniversary MEGA★ROCKS 2017
- 2017年10月09日 - Eggs presents FM802 MINAMI WHEEL 2017
- 2017年10月10日 - RIE(Shibuya THE GAME)×彼女 IN THE DISPLAY presents「漢三つ巴博多祭り! Inトーキョーシティ！」
- 2017年10月28日 - DOGIMAZUN 2017～Helloween Night Special!!～